# 蓝翅大蜂鸟
，是雨燕目蜂鸟科的一种鸟类，是蓝翅大蜂鸟属（学名：Pterophanes）的唯一一种。
蓝翅大蜂鸟体重约9.25克，翼长约104.9毫米，嘴峰长约37.9毫米，喙宽度约2.1毫米，喙厚度约2.6毫米，跗蹠长约6.9毫米，尾长约69.3毫米。蓝翅大蜂鸟在其分布区内为留鸟，其栖息在半开放的高大树木组成的森林中，食性为草食性，主要食物来源是植物的花蜜。

## 亚种
- ：分布于哥伦比亚中北部的东安第斯山脉。
- ：分布于哥伦比亚安第斯山脉中部至安第斯山脉极西南部。
- ：分布于厄瓜多尔、秘鲁和玻利维亚北部的安第斯山脉地区。[4]